# Naravoslovno-matematična fakulteta v Novem Sadu
Naravoslovno-matematična fakulteta (izvirno srbsko Prirodno-matematički fakultet u Novom Sadu), s sedežem v Novem Sadu, je fakulteta, ki je članica Univerze v Novem Sadu.
Trenutni dekan je prof. dr. Miroslav Vesković. 